# Drain (assainissement)
Pour les articles homonymes, voir Drain.

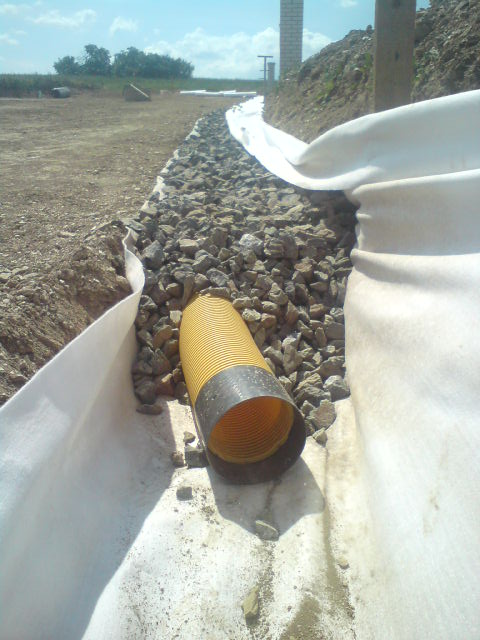
Drain.

Un drain ou pierrée est un tuyau, souvent en plastique, perforé sur la partie supérieure, et entouré de pierre de petite taille (voir image ci-contre). Il est posé dans le sol au pied des fondations d'un bâtiment mais aussi dans différents ouvrages de génie civil, pour évacuer le surplus d'eau du sol, en opérer le drainage. Il peut être connecté au réseau d'eaux pluviales du secteur, à un bassin de pompage ou à un fossé. Les mots « drain, drainage » sont un emprunt à l'anglais, du XIXe siècle (anglicisme). Le terme en français a d'abord eu une connotation agricole.

## Description
Il s'agissait habituellement d'un tuyau de plastique (PVC ou PE) perforé, enveloppé d'un géotextile retenant le sable et les fractions « fines » des terrains (afin d'éviter qu'ils ne colmatent les trous). Il est recouvert d'une couche de gravier grossier (grain d'environ 30 millimètres), et accessoirement recouvert d'un second feutre qui constituent la « chemise du drain ».

## Intérêt
Les problèmes de drainage sont un des vices cachés les plus fréquents lors de l'achat d'un immeuble[réf. nécessaire]. Si le drain est bouché ou inexistant, le plancher béton du sous-sol demeure souvent humide, et durant les périodes pluvieuses, l'eau peut même s'infiltrer et causer des dommages. Une forte humidité peut favoriser la dégradation du béton de la dalle, et favorise le développement de bactéries et moisissures. Des croûtes carbonatées blanches peuvent apparaître, signe d'une diminution de pH par un phénomène de carbonatation. C'est d'ailleurs ce qui cause la corrosion des armatures du béton armé.

## Au Québec

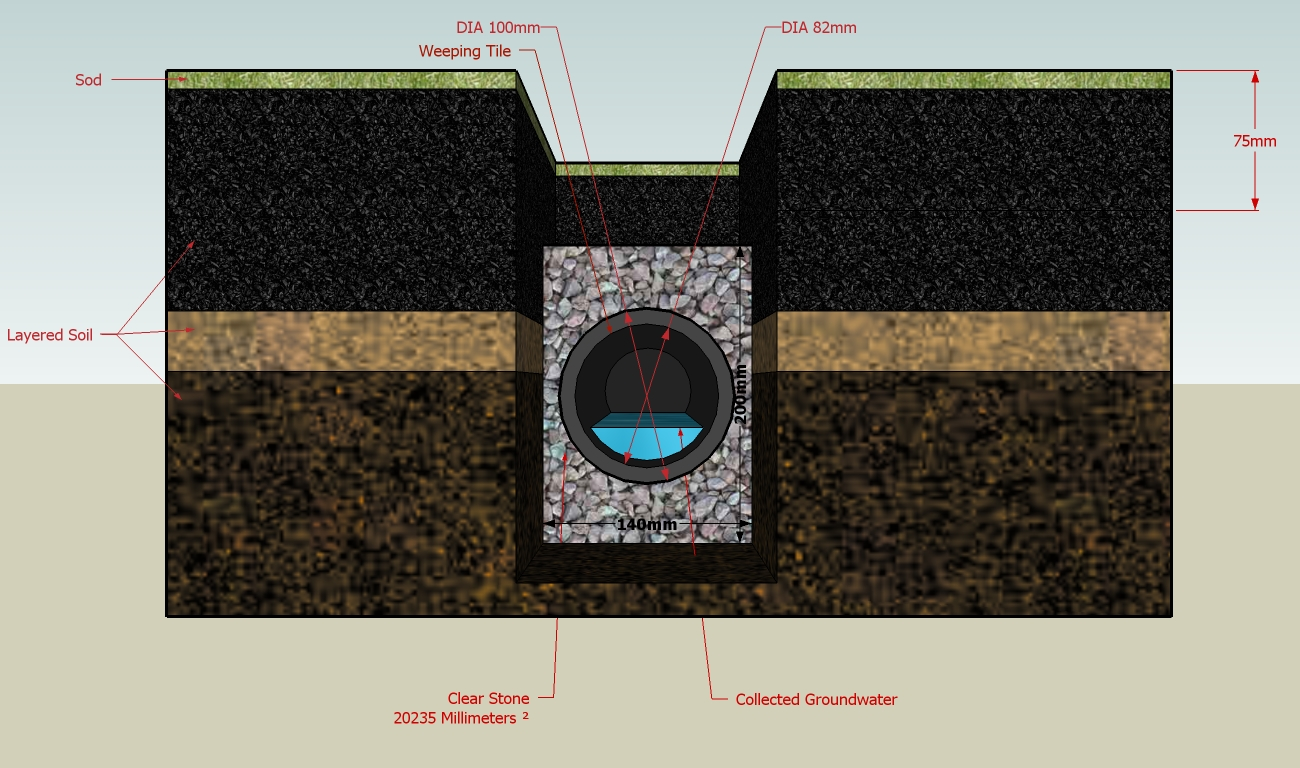
Diagramme d'un drain français.

L’expression américaine  « french drain » provient de son inventeur Henry Flagg French (en) de Concord (Massachusetts), qui publia « Farm Drainage » en 1859. L'invention quoique d'usage répandu dans le monde[pas clair], n'informe donc pas sur une hypothétique invention européenne. « French drain » désigne aux États-Unis, une tranchée remplie de gravier ou de roche ou contenant un tuyau perforé qui redirige les eaux de surface et les eaux souterraines. L'expression « drain français » est passée traduite dans le français québécois de même que drain, pour désigner le drain employé en agriculture, en aménagement paysager et en construction. L'expression drain français est uniquement  utilisée au Québec.